# Delan Peewski
Delan Sławczew Peewski, bułg. Делян Славчев Пеевски (ur. 27 lipca 1980 w Sofii) – bułgarski polityk, przedsiębiorca branży mediowej, deputowany do Zgromadzenia Narodowego, współprzewodniczący Ruchu na rzecz Praw i Wolności.

## Życiorys
Ukończył studia prawnicze na Południowo-Zachodnim Uniwersytecie im. Neofita Riłskiego. W 2001 dołączył do organizacji młodzieżowej Narodowego Ruchu Symeona Drugiego. Został wkrótce parlamentarnym sekretarzem ministra transportu w gabinecie Symeona Sakskoburggotskiego. W 2005 dołączył do departamentu gospodarczego stołecznej administracji, jednak po kilku miesiącach przeszedł na stanowisko wiceministra w ministerstwie ds. sytuacji nadzwyczajnych w rządzie Sergeja Staniszewa. Odszedł w 2007 w atmosferze skandalu korupcyjnego wokół ministra gospodarki. Prowadzone postępowanie karne nie zakończyło się jednak skierowaniem przeciwko Delanowi Peewskiemu aktu oskarżenia.
Delan Peewski zajął się jednocześnie działalnością w branży mediów. Razem ze swoją matką Ireną Krystewą uzyskał kontrolę nad formalnie finansowaną przez jeden z banków grupą medialną, obejmującą w 2013 m.in. trzy stacje telewizyjne, dziesięć tytułów prasowych i dwa serwisy internetowe. Pozostał również aktywnym politykiem, przechodząc do reprezentującego głównie mniejszość turecką Ruchu na rzecz Praw i Wolności. W 2009 z listy tego ugrupowania został wybrany w skład Zgromadzenia Narodowego 41. kadencji, a w 2013 uzyskał reelekcję na 42. kadencję.
14 czerwca 2013 bułgarski parlament powołał go na prezesa Agencji Bezpieczeństwa Narodowego (DANS) bez faktycznego przeprowadzenia debaty. Decyzja ta została publicznie skrytykowana przez prezydenta Rosena Plewnelijewa, opozycję i dyplomatów, spowodowała jeszcze tego samego dnia wybuch kolejnych masowych protestów przeciwko centrolewicowemu rządowi Płamena Oreszarskiego. Już 15 czerwca 2013 Delan Peewski złożył rezygnację z urzędu, którą Zgromadzenie Narodowe przyjęło kilka dni później. Zadeklarował powrót do sprawowania mandatu poselskiego, co wywołało kolejne kontrowersje ze strony opozycji, uważającej, że zaprzysiężenie na stanowisku prezesa DANS spowodowało jego wygaśnięcie. Po kilku miesiącach sąd konstytucyjny uznał, że Delan Peewski może powrócić do Zgromadzenia Narodowego.
W 2014 kandydował z powodzeniem do Europarlamentu, jednak odmówił objęcia mandatu (ponownie zrezygnował z objęcia mandatu europosła po wyborze w 2019). W tym samym roku i w 2017 uzyskiwał natomiast reelekcję do Zgromadzenia Narodowego.
Nie kandydował w dwóch pierwszych wyborach w 2021. W tym samym roku objęty sankcjami gospodarczymi nałożonymi przez Departament Skarbu Stanów Zjednoczonych, które uzasadniono działaniami korupcyjnymi. W wyborach z listopada 2021, października 2022 oraz kwietnia 2023 uzyskiwał mandat posła 47., 48. i 49. kadencji.
W lutym 2024 został powołany na współprzewodniczącego DPS (obok Dżewdeta Czakyrowa). W czerwcu tego samego roku ponownie został wybrany do Zgromadzenia Narodowego. Wkrótce po nich w ruchu doszło do wewnętrznego konfliktu między frakcją Delana Peewskiego, a grupą wspierającą honorowego przewodniczącego Achmeda Dogana (do której zaliczał się również drugi współprzewodniczący). W klubie poselskim przewagę utrzymała pierwsza z nich, wykluczając ze swoich szeregów przedstawicieli drugiej frakcji. Do kolejnych wyborów krajowych z października 2024 frakcja Delana Peewskiego przystąpiła w ramach komitetu DPS-NN (którego Ruch na rzecz Praw i Wolności stał się formalnym uczestnikiem). Jej lider uzyskał wówczas kolejny raz poselską reelekcję.
W grudniu 2024 Delan Peewski został wybrany na samodzielnego przewodniczącego partii.